# Saurimo
Saurimo (während der Kolonialzeit Henrique de Carvalho) ist eine Stadt und Gemeinde im Nordosten von Angola mit rund 518.000 Einwohnern (Stand 2019). Saurimo ist zudem Sitz des Erzbistums Saurimo.

## Klima
|                        | Jan  | Feb  | Mär  | Apr  | Mai  | Jun  | Jul  | Aug  | Sep  | Okt  | Nov  | Dez  |   |      |
| Mittl. Temperatur (°C) | 21,7 | 21,8 | 21,6 | 22,1 | 21,8 | 20,6 | 20,7 | 22,6 | 23,2 | 22,6 | 21,8 | 21,8 | ⌀ | 21,9 |
| Mittl. Tagesmax. (°C)  | 28,2 | 28,2 | 28,1 | 29   | 30,1 | 29,3 | 30   | 31,6 | 32   | 30,5 | 28,9 | 28,2 | ⌀ | 29,5 |
| Mittl. Tagesmin. (°C)  | 15,2 | 15,4 | 15,2 | 15,3 | 13,5 | 12   | 11,5 | 13,6 | 14,4 | 14,8 | 14,8 | 15,4 | ⌀ | 14,3 |
|                        |      |      |      |      |      |      |      |      |      |      |      |      |   |      |
| Niederschlag (mm)      | 192  | 159  | 225  | 139  | 17   | 0    | 0    | 11   | 51   | 118  | 214  | 198  | Σ | 1324 |
|                        |      |      |      |      |      |      |      |      |      |      |      |      |   |      |
| Regentage (d)          | 31   | 28   | 22   | 20   | 5    | 0    | 0    | 0    | 4    | 20   | 27   | 31   | Σ | 188  |
|                        |      |      |      |      |      |      |      |      |      |      |      |      |   |      |
| Luftfeuchtigkeit (%)   | 88   | 84   | 81   | 78   | 55   | 38   | 31   | 25   | 38   | 53   | 71   | 88   | ⌀ | 60,7 |

| 15,2 |

| 15,4 |

| 15,2 |

| 15,3 |

| 13,5 |

| 12 |

| 11,5 |

| 13,6 |

| 14,4 |

| 14,8 |

| 14,8 |

| 15,4 |

| 15,2 |

| 15,4 |

| 15,2 |

| 15,3 |

| 13,5 |

| 12 |

| 11,5 |

| 13,6 |

| 14,4 |

| 14,8 |

| 14,8 |

| 15,4 |

## Geschichte
Die Ortschaft Saulimbo wurde Ende des 19. Jahrhunderts durch den portugiesischen Offizier Henrique de Carvalho erobert. Die portugiesische Kolonialverwaltung gründete hier eine neue Ortschaft und nannte sie Henrique de Carvalho, nach dem Befehlshaber der Eroberung. Der Ort wuchs in der Folge, und er wurde 1923 zur Kleinstadt (Vila) und zur Hauptstadt des damaligen Distriktes Lunda. Am 28. Mai 1956 wurde er zur Stadt (Cidade) erhoben.
Nach der Unabhängigkeit Angolas 1975 legte der Ort seinen portugiesischen Ortsnamen ab und trägt seither seine heutige Bezeichnung, die sich an die Zeit vor der portugiesischen Besitznahme anlehnt.
Während des angolanischen Bürgerkrieges (1975–2002) flohen Binnenvertriebene nach Saurimo.

## Verwaltung
Saurimo ist Sitz eines gleichnamigen Kreises (Município) der Provinz Lunda Sul, deren Hauptstadt sie zugleich ist. Das Kreisgebiet umfasst 23.327 km² mit rund 518.000 Einwohnern (Schätzungen 2019). Die Volkszählung 2014 ergab 442.437 Einwohner.
Der Kreis Saurimo ist im Norden durch die Kreise Lucapa und Cambulo begrenzt, im Osten durch die Demokratische Republik Kongo, im Süden nahe dem Kreis Dala und im Westen durch die Kreise Cacolo und Lubalo.
Folgende Gemeinden (Comunas) liegen im Kreis:

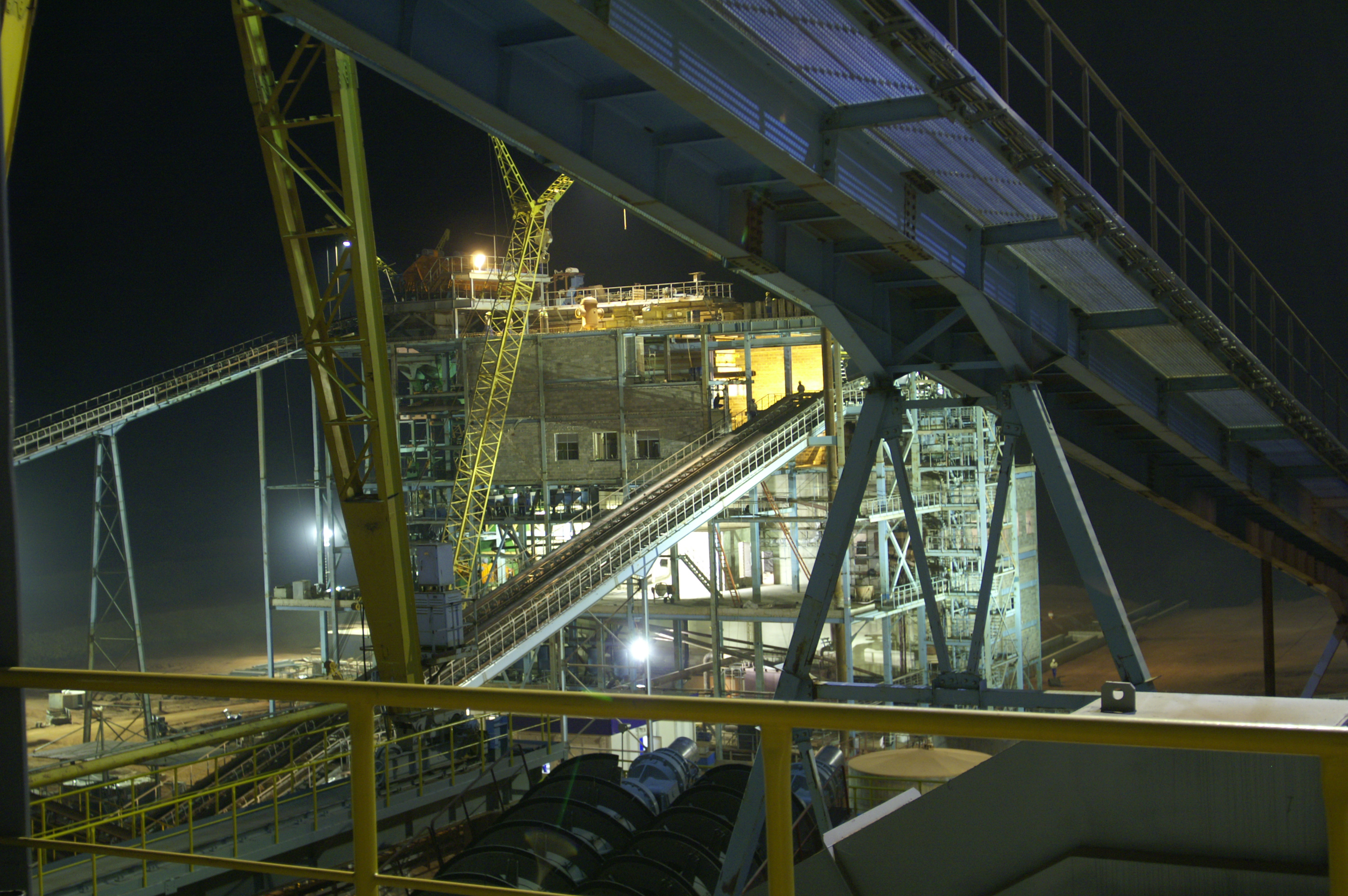
Catoca-Mine Raffinieranlage

- Mona-Quimbundo
- Saurimo
- Sombo

## Wirtschaft
Nahe der Stadt befindet sich die viertgrößte Diamantmine der Welt, die Catoca-Mine. Mit dem Bau einer Diamantschleiffabrik vor Ort im Jahr 2019 soll die Kommerzialisierung der bisher nur als Rohdiamanten verkauften Steine gefördert werden.
In Saurimo ist mit der Planung des Wohnbauprojektes Nova Vida (deutsch: Neues Leben) 2010 begonnen worden. Rund 3000 Eigentumswohnungen für die Beschäftigen der Diamantindustrie und deren Familien sollen geschaffen werden. Das Ganze wird finanziert von der Endiama. Das Dorf wird auch Sportplätze, Schulen, Bibliotheken, eine eigene Universität und andere grundlegende Infrastruktureinrichtungen bekommen. Das Projekt liegt 10 km vom Stadtzentrum und 20 Kilometer vom Saurimo Catoca entfernt.

## Bildung
In Saurimo gibt es zwei Universitäten, die Universidade Lueji A’Nkonde und die private Universidade Lusíada de Angola, sowie das Instituto Superior Politécnico Lusíada da Lunda-Sul.

## Verkehr
Bei der Stadt liegt der Flughafen Saurimo mit dem IATA-Code VHC und dem ICAO-Code FNSA.
Die Stadt ist Knotenpunkt mehrerer überregionaler Straßen.

## Sport
Der Fußballverein Progresso da Lunda Sul stieg 2014 erstmals in die erste Liga Angolas auf, den Girabola. Er empfängt seine Gäste im städtischen Estádio Municipal das Mangueiras, das 15.000 Zuschauern Platz bietet.
Nachdem die Provinz Lunda Sul jahrzehntelang keinen Verein in der ersten Liga hatte, versprach sich die Provinzregierung vom Aufstieg des Klubs aus Saurimo eine höhere Bekanntheit und Sichtbarkeit der abgelegenen Region in Angola.
Mit dem 2018 neu gegründeten Klub Juventude de Saurimo tritt im gleichen Stadion inzwischen ein weiteres Team der Stadt an. Der Klub spielte in der Saison Girabola 2018/19 im angolanischen Oberhaus und stieg danach wieder in die zweite Liga ab.
Nach dem Abstieg des Progresso da Lunda Sul aus der zweiten Liga ist die Juventude de Saurimo heute der bedeutendste Fußballklub der Stadt (Stand 2020).

## Söhne und Töchter der Stadt
- Júlio Quaresma (* 1958), portugiesischer Architekt, bildender Künstler und Kunstkritiker
- Valter Hugo Mãe (* 1971), portugiesischer Schriftsteller, bildender Künstler und Musiker
- Yola Araújo (* 1978), Semba- und Kizomba-Sängerin
- Eduardo Mingas (* 1979), Basketballspieler
- Yano (* 1992), angolanischer Fußballnationalspieler